# Vital Darbellay
Vital Darbellay, né le 19 mai 1929 à Liddes (originaire du même lieu) et mort le 29 novembre 2019 à Martigny, est une personnalité politique suisse, membre du Parti démocrate-chrétien. 
Il est député du canton du Valais au Conseil national de fin 1979 à fin 1995. 

## Biographie

### Origines et famille
Vital Darbellay naît le 19 mai 1929 à Liddes, dans le canton du Valais. Il est originaire du même lieu. Son père, Joseph Darbellay, est un paysan ; sa mère est née Céline Duchoud. Sixième d'une fratrie de quatorze enfants, il est l'oncle du conseiller national et conseiller d'État Christophe Darbellay.
Il épouse Lucette Berguerand, fille d'Henri Berguerand, paysan, en 1953, avec qui il a trois enfants.

### Études et parcours professionnel
Après l'école primaire à Liddes, il obtient un diplôme d'instituteur de l'École normale de Sion en 1948 puis un brevet d'enseignement secondaire de l'Université de Fribourg en 1961.
Il occupe un poste d'enseignant au collège Sainte-Marie à Martigny de 1948 à 1970 avant de devenir directeur de l'école professionnelle de Martigny jusqu'en 1979 puis de la caisse de retraite des enseignants jusqu'en 1995.

### Mort
Il meurt le 29 novembre 2019 à Martigny, dans le canton du Valais, à l'âge de 90 ans.

## Parcours politique
D'abord membre du Parti conservateur chrétien-social puis du Parti démocrate-chrétien (PDC) à partir de 1970, il est conseiller municipal (exécutif) de Martigny de 1965 à 1977, puis conseiller national de 1979 à 1995 après un échec aux élections fédérales de 1975. 
Il est par ailleurs vice-président du PDC suisse de 1984 à 1989 (il retire sa candidature au poste de président en 1987 au profit d'Eva Segmüller, par conviction féministe) et président du groupe parlementaire démocrate-chrétien de l'Assemblée fédérale de 1989 à 1991 (élu par 32 voix contre 22 à Peter Hess).

### Autres fonctions
Il est président de Pro Familia Suisse de 1983 à 1994, de Caritas Suisse de 1987 à 1997 et de la Fondation valaisanne en faveur des personnes handicapées mentales à partir de 1990. Il préside également pendant 20 ans la Fédération des syndicats chrétiens du Valais.
Il préside en 1994 la commission nationale pour l'Année internationale de la famille,,.